# Vitalismus
Vitalismus (von lateinisch vitalis, ‚Lebenskraft gebend/habend‘, von vita „Leben“) ist eine Sammelbezeichnung für Lehren, die als Grundlage alles Lebendigen eine Lebenskraft (vis vitalis) oder einen besonderen „Lebensstoff“ als eigenständiges Prinzip annehmen. (Bei Georg Ernst Stahl stellt die Seele Lebenskraft und Lebensprinzip dar.) Damit wird ein Wesensunterschied zwischen Organischem und Anorganischem behauptet. Die neuzeitliche Lehre vom Vitalismus wurde, anknüpfend an Stahl und Haller, von Théophile de Bordeu in Montpellier begründet. Ein Anhänger des Vitalismus wird als Vitalist bezeichnet.

## Begrifflichkeit
Die Bezeichnung Vitalismus ist ein Kampfbegriff aus dem 19. Jahrhundert. Ein Gegenentwurf ist der Mechanizismus. Um 1878 bis 1900 trat, insbesondere in der Medizin, neben die mechanistische Erfassung des Lebens und der Krankheit die neue vitalistische. Vitalismus und Mechanizismus werden als überholte Anschauungen bezeichnet; statt ihrer bevorzugt die Wissenschaft im 20. und 21. Jahrhundert, beide Entwürfe im Systemismus zusammenzuführen.

## Vertreter und Zeiten

### Antike
Als ein Vorläufer des Vitalismus kann Aristoteles gelten, der das Lebendige als durch ein Lebensprinzip ermöglicht betrachtete, welches er Entelechie nannte. Allerdings kann seine Metaphysik auch funktionalistisch-materialistisch gedeutet werden. Weitere Begriffe, die die belebte im Unterschied zur unbelebten Natur kennzeichnen, waren calor innatus („eingepflanzte Wärme“, als gespeichert im Herzen gedacht), succus nervosus, spiritus animalis, Archäus, Lebenstonus, anima, principe vital oder Lebenkraft. In der Physiologie wurden die Seelenformen Platons (5./4. Jahrhundert v. Chr.) die Träger der vitalen Kräfte.

### Neuzeit
Bedeutende Vertreter des Vitalismus im engeren Sinne (als Lehre von einer Lebenskraft, die allen Organen und Geweben als letztes Prinzip des Lebens zukommt und deren normales Funktionieren Gesundheit und deren Versagen Krankheit bedeutet) waren Jan Baptist van Helmont (1577–1644), Georg Ernst Stahl (1659–1734), Albrecht von Haller (1708–1777), Théophile de Bordeu (1722–1776) und Johann Friedrich Blumenbach (1752–1840). Die Schule von Montpellier vertritt im ausgehenden 18. und beginnenden 19. Jahrhundert eine eigene Art des Vitalismus, die sich von Stahls Anima-Lehre („Animismus“) abhebt. Ebenfalls Einfluss hatte Stahl auch auf die Weiterentwicklung medizinischer Theorie im Sinne des Vitalismus, in Deutschland etwa auf Caspar Friedrich Wolff, Hieronymus David Gaub, Immanuel Kant, Johann Friedrich Blumenbach und Carl Friedrich Kielmeyer. Zu den führenden Vitalisten gehörten in Deutschland auch Johann Christian Reil und Christoph Wilhelm Hufeland. Im Zeitalters des Vitalismus wurde 1771/1772 der Sauerstoff entdeckt, 1777 bis 1789 eine Sauerstoffverbrennungstheorie durch Lavoisier, der den Atmungsvorgang mit einer langsamen Verbrennung verglich, entwickelt sowie die Kontaktelektrizität („tierische Elektrizität“) von Luigi Galvani entdeckt und die moderne Atomtheorie durch John Dalton begründet. Im 19. und frühen 20. Jahrhundert vertraten auch die Denker der Lebensphilosophie Positionen des Vitalismus. Gustav von Bunge erwartete 1887 von der Zukunft eine vitalistische Medizin. Der letzte bedeutende Biologe, der eine vitalistische Position mit seiner 1893 publizierten neovitalistischen Theorie vertrat (Neovitalismus, als Bezeichnung für die neue Richtung der vitalistischen Medizin 1888 von Eduard von Rindfleisch geprägt), war Hans Driesch (1867–1941), dessen Lehre in der ersten Hälfte des 20. Jahrhunderts Verbreitung fand. Er griff dabei den aristotelischen Begriff der Entelechie auf.

### Moderne
Seither, besonders seit der Synthese von Harnstoff im Jahr 1828 durch Friedrich Wöhler sowie dem Sturz des einseitigen Vitalismus durch Rudolf Hermann Lotze 1842/1843 und erst recht seit der spontanen Entstehung von Aminosäuren in den Versuchen von Stanley Miller und Harold C. Urey 1959, gilt der vitalistische Ansatz in der Biologie als überholt. Es wird dort geschlossen, dass Lebenskraft bzw. Lebensenergien zur Herstellung organischer Substanzen nicht notwendig seien. Von Vitalisten wird hierzu allerdings darauf hingewiesen, dass die manipulierte oder spontane Entstehung von einzelnen Lebensbausteinen keineswegs mit der Entstehung belebter Substanz gleichzusetzen sei.
Merkmale oder Elemente einer vitalistischen Deutung finden sich auch in den Arbeiten von Franz Anton Mesmer („animalischer Magnetismus“), Karl von Reichenbach („Od“), Alfred Russel Wallace („a new power vitality“), Henri Bergson („élan vital“), Alfred North Whitehead („creativity“), Pierre Teilhard de Chardin („radiale Energie“), Wilhelm Reich („Orgon“), Adolf Portmann („Selbstdarstellung“), Arthur Koestler („the ghost in the machine“), Ken Wilber („holon“), Ervin László („Akashic field“) und Rupert Sheldrake („morphogenetisches Feld“) sowie in der fernöstlichen Vorstellung einer Lebenskraft Prana oder Qi, die auch von der modernen westlichen Esoterik aufgegriffen wurde.
In neuerer Zeit griffen einige Zellbiologen diese Bezeichnung in einem übertragenen Sinn wieder auf als „molekularen Vitalismus“.